# La versione di Fiorella
La versione di Fiorella è stato un programma televisivo italiano in onda su Rai 3 dal 25 ottobre 2021 al 14 marzo 2022 in seconda serata.
Il programma è ispirato al programma di Rai1 Almanacco del giorno dopo.

## Programma
Accanto a Fiorella Mannoia, presenze fisse del programma erano la filosofa Ilaria Gaspari e il comico Stefano Rapone.

## Edizioni
| Edizione | Inizio          | Fine          | Puntate | Conduttore       | Presenze fisse                  |
| -------- | --------------- | ------------- | ------- | ---------------- | ------------------------------- |
| 1ª       | 25 ottobre 2021 | 14 marzo 2022 | 34      | Fiorella Mannoia | Stefano Rapone e Ilaria Gaspari |

## Puntate
| Puntata | Messa in onda    | Ascolti        | Ascolti | Ospiti                                                                    |
| Puntata | Messa in onda    | Telespettatori | Share   | Ospiti                                                                    |
| ------- | ---------------- | -------------- | ------- | ------------------------------------------------------------------------- |
| 1       | 25 ottobre 2021  | 1 050 000      | 7,38%   | Sigfrido Ranucci, Caparezza, Gennaro Esposito                             |
| 2       | 28 ottobre 2021  | 338 000        | 2,33%   | Fulminacci, Claudio Santamaria, Mario Tozzi                               |
| 3       | 29 ottobre 2021  | 307 000        | 1,98%   | –                                                                         |
| 4       | 1º novembre 2021 | 780 000        | 5,54%   | Luca Barbarossa, Tosca                                                    |
| 5       | 4 novembre 2021  | 410 000        | 3,17%   | –                                                                         |
| 6       | 5 novembre 2021  | 275 000        | 1,53%   | –                                                                         |
| 7       | 8 novembre 2021  | 719 000        | 4,75%   | –                                                                         |
| 8       | 11 novembre 2021 | 368 000        | 2,61%   | –                                                                         |
| 9       | 12 novembre 2021 | 340 000        | 2,25%   | –                                                                         |
| 10      | 15 novembre 2021 | 885 000        | 6,25%   | –                                                                         |
| 11      | 19 novembre 2021 | 267 000        | 1,76%   | Ascanio Celestini, Enrico Nigiotti, Costantino D'Orazio, Lorenzo Lepore   |
| 12      | 22 novembre 2021 | 791 000        | 5,33%   | Carlo Conti, The Kolors, Andrea Perroni, Marco Baliani                    |
| 13      | 26 novembre 2021 | 308 000        | 2,12%   | Francesco Montanari, Livia Turco                                          |
| 14      | 29 novembre 2021 | 797 000        | 5,50%   | Oliviero Toscani, Fabrizio Moro, Noemi, Enrico Bertolino                  |
| 15      | 2 dicembre 2021  | 321 000        | 2,36%   | Riccardo Rossi, Amedeo Balbi, Folcast                                     |
| 16      | 3 dicembre 2021  | 260 000        | 1,71%   | Il Tre, Maria Amelia Monti, Vauro, Carlo Valente, Nice Nailantei Leng'ete |
| 17      | 6 dicembre 2021  | 655 000        | 4,43%   | Negrita, Sangiovanni, Lella Costa, Simone Bianchi                         |
| 18      | 9 dicembre 2021  | 311 000        | 2,21%   | Ermal Meta, Dacia Maraini                                                 |
| 19      | 10 dicembre 2021 | 182 000        | 1,19%   | Enzo Avitabile, Roberto Ferri, Piergiorgio Grossover                      |
| 20      | 13 dicembre 2021 | 789 000        | 5,16%   | Beppe Fiorello, Pupi Avati, Lilli Gruber, Amedeo Balbi                    |
| 21      | 20 dicembre 2021 | 739 000        | 5,34%   | Federico Buffa, Ron                                                       |
| 22      | 27 dicembre 2021 | 729 000        | 4,60%   | Rocco Hunt, Alice, Alex Britti                                            |
| 23      | 3 gennaio 2022   | 649 000        | 4,06%   | Edoardo Leo, Paolo Genovese, Negrita                                      |
| 24      | 7 gennaio 2022   | –              | –       | Francesca Reggiani, Gaudiano, Vincenzo Mollica                            |
| 25      | 10 gennaio 2022  | 811 000        | 5,48%   | Samuele Bersani, Stefano Fresi                                            |
| 26      | 17 gennaio 2022  | 767 000        | 5,40%   | Paolo Ruffini, Brunori Sas, Silvia Scola                                  |
| 27      | 24 gennaio 2022  | 740 000        | 5,00%   | Paola Turci, Cecilia Strada, Lillo & Greg, Diego De Silva                 |
| 28      | 31 gennaio 2022  | 852 000        | 5,75%   | Nek, Giorgio Panariello, Antonio Finelli                                  |
| 29      | 7 febbraio 2022  | 499 000        | 3,28%   | Francesca Reggiani, Gaudiano, Vincenzo Mollica                            |
| 30      | 14 febbraio 2022 | 522 000        | 3,64%   | Achille Lauro, Alessandro Gassmann, Vinicio Marchioni, Stefano Rapone     |
| 31      | 21 febbraio 2022 | 442 000        | 2,90%   | Alessandra Amoroso, Enrico Brignano, Paolo Simoni                         |
| 32      | 28 febbraio 2022 | 751 000        | 5,28%   | Flavio Insinna, Jack Savoretti                                            |
| 33      | 7 marzo 2022     | 628 000        | 4,41%   | Litfiba, Paola Minaccioni                                                 |
| 34      | 14 marzo 2022    | 650 000        | 4,57%   | Pif                                                                       |
| Media   | Media            | 574 000        | 3,91%   |                                                                           |